# Tumanjanparken
Tumanjanparken (armeniska: Թումանյան Այգի) är en allmän park i Jerevan i Armenien. Den ligger i floden Hrazdans ravin mellan Stora bron över Hrazdan och Tumo Center for Creative Technologies i distriktet Ajapnyak och har en yta på 7 hektar. Den invigdes 1970.
Parken namngavs efter poeten Hovhannes Tumanjan på 100-årsdagen efter dennes födelse. År 1973 restes statyer över två huvudrollfigurer i  Tumanyans opera Anoush: Anoush och Saro. År 1986 restes en annan staty över Tumanjans rollfigur Loretsi Sako, skapad av Sargis Baghdasaryan (1923–2001).

## Bildgalleri

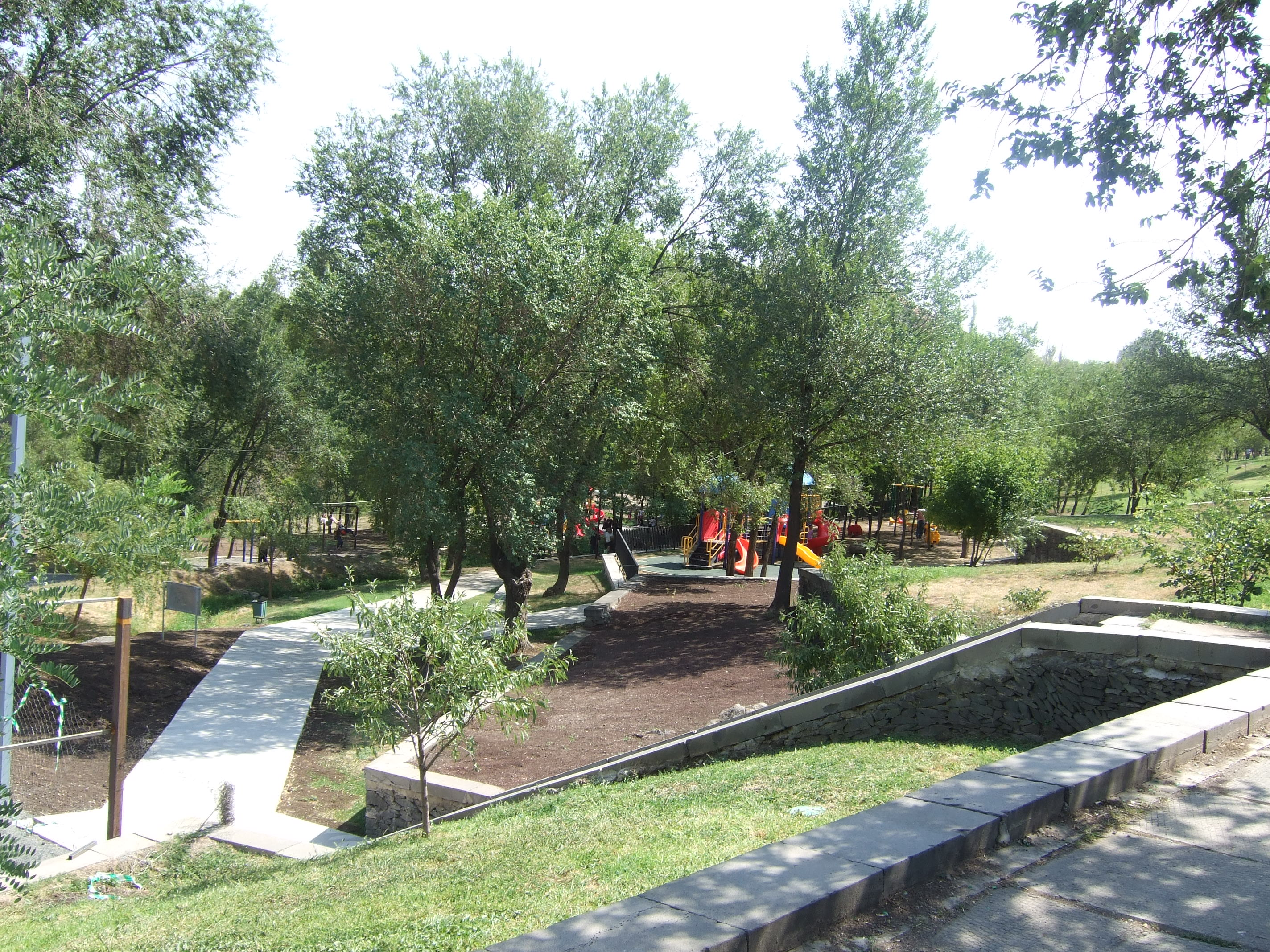
Parkvy
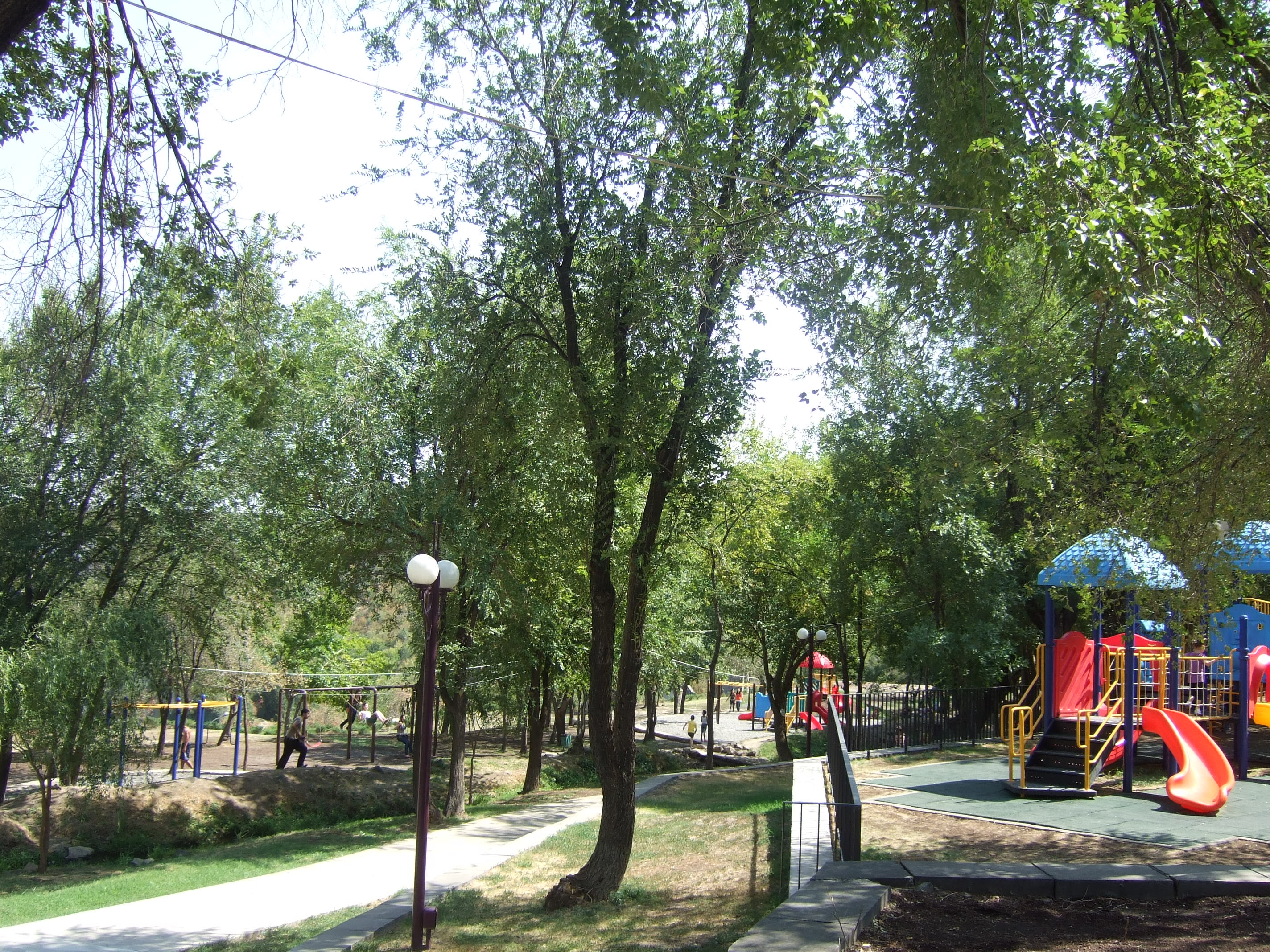
Lekpark
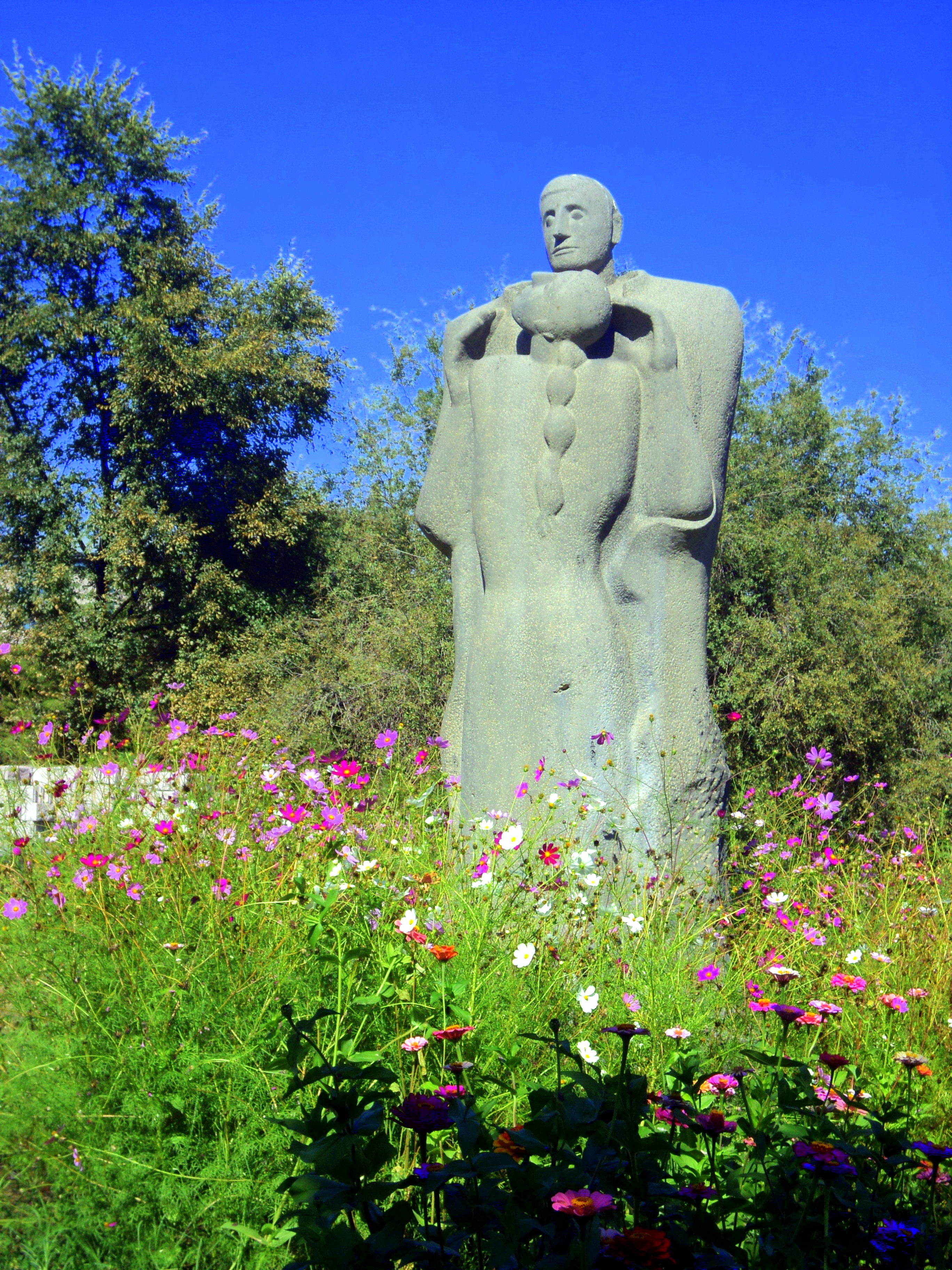
Skulpturen Anoush och Saro
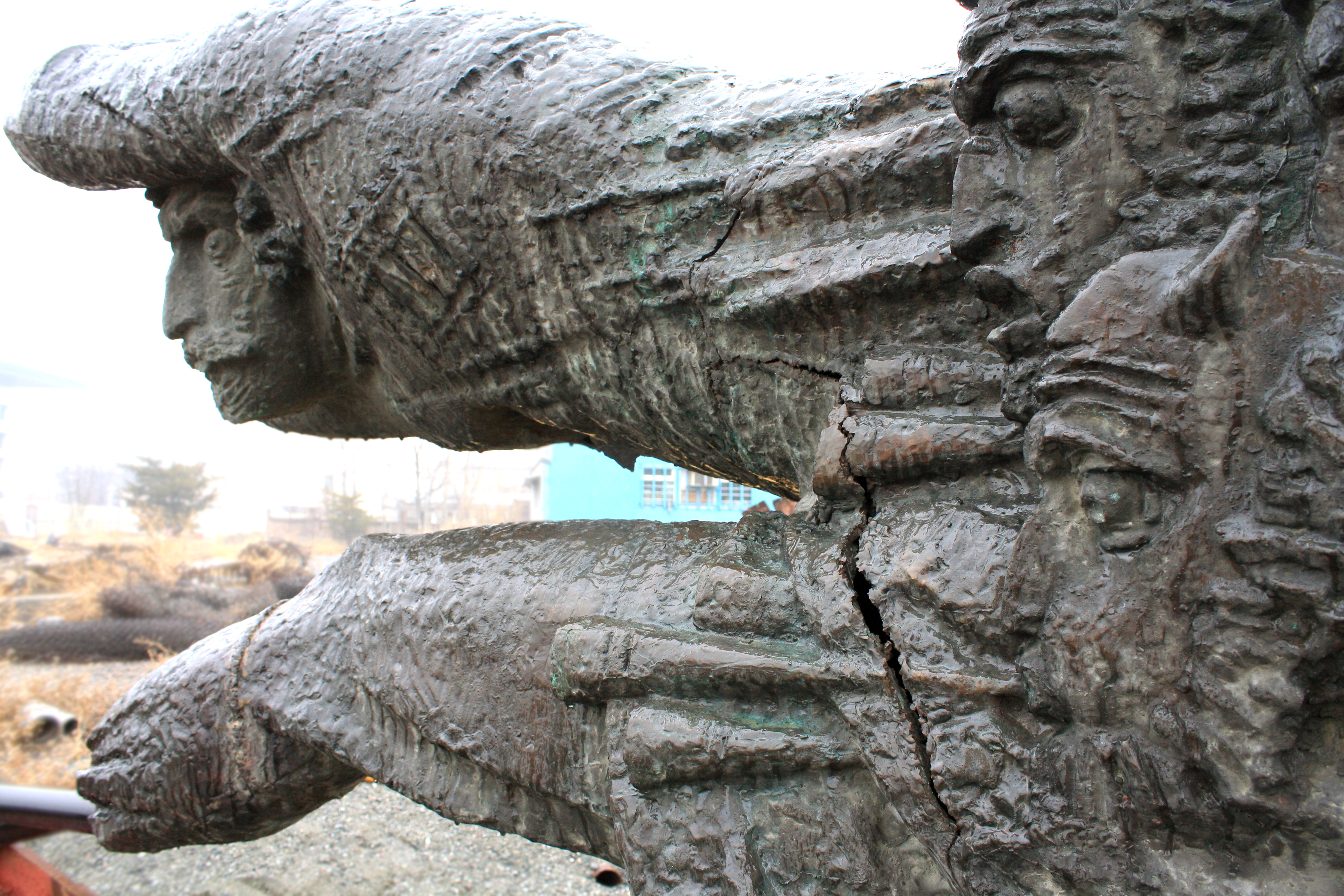
Skulpturen Loretsi Sako